# 本地 (瀬戸市)
本地（ほんじ）は、かつて愛知県瀬戸市にあった大字名。

## 地理
瀬戸川と矢田川の合流点付近の沖積低地に位置する。旧愛知郡本地村に由来する地域であり、現在の瀬戸市南部・南西部に位置する13町（原山町・新郷町・幡野町・井戸金町・坊金町・山の田町・駒前町・小坂町・坂上町・東本地町・西原町・高根町・西本地町）にあたる。

### 河川
この項の参考資料。
- 瀬戸川
- 矢田川（山口川）
- 水無瀬川（矢田川支流）
- 本地川（矢田川支流）

## 歴史

### 地名の由来
『尾張風土記』によると、誉治（ほむじ）村によるという。

### 沿革
- 江戸時代には、尾張国愛知郡の尾張藩領水野代官所支配の本地村となる[注釈 2][1]。
- 1889年（明治22年）10月1日 - 市制・町村制施行の際、本地村と菱野村が合併して幡野村となり、幡野村大字本地となる[1]。
- 1906年（明治39年）5月10日 - 幡野村と山口村が合併して幡山村となり、幡山村大字本地となる[1][3]。
- 1955年（昭和30年）2月11日 - 幡山村が瀬戸市に編入され、瀬戸市大字本地となる[1][3]。
- 1963年（昭和38年）10月1日 - 瀬戸市大字本地字原山の一部が原山町・幡野町・新郷町となる[4]。
- 1970年（昭和45年）4月15日 - 瀬戸市大字本地字新田屋敷・前田・南浦の各一部と、字駒前・坊金・小坂・坂上・大湫・井戸金・山ノ田の各全域が、同市東本地町3丁目・駒前町・坊金町・坂上町・小坂町・井戸金町・山の田町となる[5]。
- 1971年（昭和46年）9月2日 - 瀬戸市大字本地字新田屋敷・前田・新田の各一部と、字鍋田の全域が、同市東本地町1・2丁目となる[注釈 3][6]。
- 1974年（昭和49年）11月2日 - 瀬戸市大字本地字原山・前田・南浦・新田の各一部と、字原下・天白・新屋敷・井堀・小川・西川原・中切の各全域が、同市西原町・高根町・西本地町となり[注釈 4]、同日をもって瀬戸市大字本地は消滅する[7][8]。

## 施設

### 寺社
- 八幡社[1]
- 斎宮神社[1]
- 山神社[1]
- 曹洞宗宝生寺[1]

### 教育
- 幡野尋常小学校 ： 1892年（明治25年）7月開校[9]。前身は、1873年（明治6年）10月に旧・菱野村に開校した本地学校[10]で、1907年（明治40年）1月に幡山西部尋常小学校となる[11]（現・瀬戸市立幡山西小学校）[注釈 5]。

## 鉄道
大字域に鉄道は走っていなかった。

## その他
1882年（明治15年）本地村時代の字名は以下の通りであった。
山ノ田（やまのた）・井戸金（いどがね）・大湫（をうくて）・坂上（さかうえ）・坊金（ぼうがね）・小川（こがは）・小坂（こざか）・西川原（にしかはら）・仲切（なかきり）・井堀（ヰほり）・原下（はらした）・原山（はらやま）・天白（てんぱく）・新屋敷（しんやしき）・新田（しんでん）・鍋田（なべた）・前田（まヱだ）・南浦（みなみうら）・新田屋敷（しんでんやしき）・駒前（こままえ）